# Cena Izvestijí 1974
Osmý ročník Ceny Izvestijí se konal od 10. září 1974 do 28. března 1975. Zúčastnila se čtyři reprezentační mužstva, která se utkala dlouhodobě v průběhu sezóny každý s každým na šest utkání (třikrát doma třikrát venku).

## Výsledky a tabulka
|    |         | ČSSR           | SSSR          | SWE           | FIN           | V  | R | P  | Skóre | B  |
| 1. | ČSSR    | Československo | 6:1, 9:2, 4:3 | 4:2, 2:4, 8:1 | 2:1, 5:0, 7:5 | 14 | 1 | 3  | 84:37 | 29 |
| 2. | SSSR    | 6:3, 3:3, 3:4  | Sovětský svaz | 7:2, 5:2, 4:3 | 8:1, 7:3, 4:3 | 12 | 2 | 4  | 89:59 | 26 |
| 3. | Švédsko | 0:6, 2:4, 3:1  | 2:9, 4:7, 3:3 | Švédsko       | 2:1, 5:5, 9:1 | 5  | 2 | 11 | 53:75 | 12 |
| 4. | Finsko  | 1:6, 0:6, 0:4  | 2:7, 2:5, 3:5 | 4:1, 3:2, 2:6 | Finsko        | 2  | 1 | 15 | 37:91 | 5  |

 SSSR -  Finsko 8:1 (3:0, 4:1, 1:0)
10. září 1974 – Moskva
 SSSR -  Finsko 7:3 (3:0, 3:1, 1:2)
11. září 1974 – Moskva
 SSSR -  Finsko 4:3 (0:0, 2:2, 2:1)
13. září 1974 – Moskva
 Švédsko -  Finsko 2:1 (2:1, 0:0, 0:0)
17. září 1974 - Södertälje 
 Švédsko -  Finsko 5:5 (3:2, 2:2, 0:1)
19. září 1974 - Göteborg 
 Švédsko -  Finsko 9:1 (3:0, 2:1, 4:0)
20. září 1974 - Stockholm 
 Finsko -  SSSR 2:7 (0:3, 1:3, 1:1)
7. listopadu 1974 - Rauma 
 Finsko -  SSSR 2:5 (2:3, 0:0, 0:2)
8. listopadu 1974 - Tampere 
 Finsko -  SSSR 3:5 (1:2, 0:3, 2:0)
10. listopadu 1974 - Helsinky 

 Československo -  Švédsko 4:2 (0:1, 3:1, 1:0)
 12. listopadu 1974 – Praha

Branky a nahrávky Československa : 27:56 Josef Augusta (Milan Nový), 29:56 Vladimír Martinec (Ivan Hlinka), 39:44 Ivan Hlinka (Vladimír Martinec), 54:33 Milan Nový.

Branky a nahrávky Švédska: 4:09 Dan Labraaten (Mats Åhlberg), 29:32 Dan Söderström (Dan Labraaten).

Rozhodčí: Heini Ehrensberger (SUI) – Berchten (SUI), Weitman (SUI)

Vyloučení: 3:3 (využití 0:0)
ČSSR: Jiří Holeček – Karel Horáček, Jiří Bubla, Oldřich Machač, František Pospíšil, Vladimír Kostka, Miroslav Dvořák – Bohuslav Ebermann (21. Vladimír Martinec), Ivan Hlinka, Jiří Holík – Eduard Novák, Milan Nový, Josef Augusta – Marián Šťastný, Václav Sýkora, Július Haas.
Švédsko: Leif Holmqvist – Björn Johansson, Karl-Johan Sundqvist, Kjell-Rune Milton, Roland Bond, Mats Waltin, Jan-Erik Silfverberg – Dan Labraaten, Mats Åhlberg, Dan Söderström – Stefan Karlsson, Hardy Nilsson, Tord Lundström – Willy Lindström, Per-Olov Brasar, Håkan Pettersson, (Kjell-Arne Vikström).
 Československo -  Švédsko 2:4 (0:0, 1:3, 1:1)
13. listopadu 1974 - Praha

Branky a nahrávky Československa : 25:25 Vladimír Martinec (Ivan Hlinka), 55:46 Jiří Holík (Vladimír Martinec).

Branky a nahrávky Švédska: 24:15 Dan Söderström (Karl-Johan Sundqvist), 32:34 Kjell-Arne Vikström (Finn Lundström), 39:30 Karl-Johan Sundqvist (Dan Söderström), 41:07 Karl-Johan Sundqvist (Mats Åhlberg).

Rozhodčí: Heini Ehrensberger (SUI) – Berchten (SUI), Weitman (SUI)

Vyloučení: 3:5 (využití 1:1)
ČSSR: Jiří Crha  – Karel Horáček, Jiří Bubla, Oldřich Machač, František Pospíšil, Milan Chalupa, Jiří Neubauer – Vladimír Martinec, Ivan Hlinka, Jiří Holík – Eduard Novák, Milan Nový, Josef Augusta – Marián Šťastný, Václav Sýkora (32. Jiří Holík), Vladimír Veith (32. Július Haas).
Švédsko: Willy Löfqvist – Björn Johansson, Karl-Johan Sundqvist, Kjell-Rune Milton, Per Karlsson, Mats Waltin, Jan-Erik Silfverberg – Dan Labraaten, Mats Åhlberg, Dan Söderström – Finn Lundström, Mats Lindh, Tord Lundström – Willy Lindström, Per-Olov Brasar, Kjell-Arne Vikström.
 Československo -  Švédsko 8:1 (2:0, 3:1, 3:0)
15. listopadu 1974 – Praha

Branky a nahrávky Československa : 6:35 Karel Horáček, 17:56 Milan Nový (František Pospíšil), 33:01 Milan Nový, 34:53 Ivan Hlinka (Jiří Holík), 37:45 Vladimír Martinec (Vladimír Veith), 53:35 Milan Nový (František Pospíšil), 57:36 Josef Augusta (Milan Nový), 58:35 Jiří Novák (Vladimír Martinec).

Branky a nahrávky Švédska: 38. Mats Åhlberg.

Rozhodčí: Heini Ehrensberger (SUI) – Berchten (SUI), Weitman (SUI)

Vyloučení: 1:2 (využití 1:0)
ČSSR: Jiří Holeček – Karel Horáček, Jiří Bubla (41. Milan Chalupa), Oldřich Machač, František Pospíšil, Miroslav Dvořák – Bohuslav Ebermann (41. Marián Šťastný), Ivan Hlinka, Jiří Holík – Eduard Novák, Milan Nový, Josef Augusta – Vladimír Martinec, Jiří Novák, Vladimír Veith.
Švédsko: Leif Holmqvist – Björn Johansson, Karl-Johan Sundqvist, Mats Waltin, Jan-Erik Silfverberg, Roland Bond, Jan-Olof Svensson – Dan Labraaten, Mats Åhlberg, Dan Söderström  – Willy Lindström, Per-Olov Brasar, Kjell-Arne Vikström (Håkan Pettersson) - Finn Lundström, Hardy Nilsson, Tord Lundström.
 SSSR -  Švédsko 7:2 (2:0, 3:2, 2:0)
12. prosince 1974 - Moskva 
 SSSR -  Švédsko 5:2 (3:0, 2:1, 0:1)
14. prosince 1974 – Moskva
 SSSR -  Švédsko 4:3 (0:2, 0:1, 4:0)
15. prosince 1974 – Moskva 

 SSSR -  Československo 6:3 (1:1, 2:1, 3:1)
18. prosince 1974 - Moskva 

Branky a nahrávky SSSR: 7:36 Alexandr Gusev (Valerij Charlamov), 27:47 Valerij Vasiljev (Valerij Charlamov), 29:07 Valerij Vasiljev, 58:09 Vladimir Petrov (Valerij Charlamov), 58:47 Alexandr Jakušev (Vladimir Šadrin), 59:23 Vladimir Petrov (Valerij Charlamov).

Branky a nahrávky Československa: 11:53 Jiří Holík (Milan Kužela), 20:11 Ivan Hlinka (Bohuslav Ebermann), 49:05 Vladimír Martinec (Bohuslav Šťastný, Jiří Kochta).

Rozhodčí: Ove Dahlberg (SWE), Raimo Seppanen (FIN)

Vyloučení: 5:4 (využití 0:0)
SSSR: Vladislav Treťjak – Valerij Vasiljev, Alexandr Gusev, Gennadij Cygankov, Jurij Šatalov, Alexander Filippov, Vladimir Lutčenko – Boris Michajlov, Vladimir Petrov, Valerij Charlamov – Viktor Šalimov (Jurij Lebeděv), Vladimir Šadrin, Alexandr Jakušev – Vladimir Vikulov, Alexandr Malcev, Sergej Kapustin (Viktor Šalimov). 
ČSSR: Jiří Holeček – Milan Kužela, Karel Horáček, František Pospíšil, Oldřich Machač, Vladimír Kostka,  Miroslav Dvořák – Bohuslav Ebermann, Ivan Hlinka, Jiří Holík – Eduard Novák, Milan Nový, Josef Augusta – Vladimír Martinec, Jiří Novák, Bohuslav Šťastný.
 Finsko -  Švédsko 4:1 (2:0, 0:1, 2:0)
18. prosince 1974 - Pori 
 SSSR -  Československo 3:3 (2:1, 0:2, 1:0)
19. prosince 1974 – Moskva

Branky a nahrávky SSSR: 0:57 Valerij Charlamov (Vladimir Petrov), 6:51 Vladimir Petrov, 41:23 Jurij Šatalov (Vladimir Šadrin).

Branky a nahrávky Československa: 0:23 Bohuslav Ebermann, 29:49 Milan Nový (Oldřich Machač), 35:30 Milan Nový (Vladimír Martinec).

Rozhodčí: Ove Dahlberg (SWE), Raimo Seppanen (FIN)

Vyloučení: 5:4 (využití 2:1)
SSSR: Vladimir Šepovalov (33. Vladislav Treťjak) – Alexandr Gusev, Valerij Vasiljev, Alexander Filippov, Viktor Kuzněcov, Jurij Ťurin, Vladimir Lutčenko (Jurij Šatalov) – Alexandr Malcev, Vladimir Petrov, Valerij Charlamov – Viktor Šalimov, Vladimir Šadrin, Alexandr Jakušev – Jurij Lebeděv, Vjačeslav Anisin, Alexandr Bodunov - Vladimir Vikulov, Sergej Kapustin.
ČSSR: Jiří Crha (33. Jiří Holeček) – Milan Kužela, Karel Horáček, Oldřich Machač, František Pospíšil, František Kaberle, Miroslav Dvořák – Bohuslav Ebermann, Ivan Hlinka, Jiří Holík – Eduard Novák, Milan Nový, Josef Augusta – Marián Šťastný, Jiří Kochta, Jaroslav Pouzar (Vladimír Martinec).
 Finsko -  Švédsko 3:2 (1:1, 2:1, 0:0)
20. prosince 1974 - Tampere 
 SSSR -  Československo 3:4 (2:2, 1:1, 0:1)
20. prosince 1974 - Moskva 

Branky a nahrávky SSSR: 5:41 Alexandr Malcev (Vladimir Vikulov), 12:04 Alexandr Malcev (Jurij Šatalov), 26:47 Sergej Kapustin (Jurij Lebeděv).

Branky a nahrávky Československa: 9:37 Milan Nový (Jiří Kochta), 10:12 Vladimír Martinec (Milan Kužela), 30:43 Jiří Kochta (František Pospíšil), 46:05 Josef Augusta (Milan Nový).

Rozhodčí: Ove Dahlberg (SWE), Raimo Seppanen (FIN)

Vyloučení: 5:7 (využití 2:0) navíc Jurij Lebeděv na 10 min.
SSSR: Vladislav Treťjak – Alexandr Gusev, Valerij Vasiljev, Alexander Filippov, Gennadij Cygankov, Vladimir Lutčenko, Jurij Šatalov – Boris Michajlov, Vladimir Petrov, Valerij Charlamov - Jurij Lebeděv, Vjačeslav Anisin, Sergej Kapustin – Alexandr Malcev, Vladimir Šadrin, Vladimir Vikulov – Viktor Šalimov.
ČSSR: Jiří Crha (21. Jiří Holeček) – Oldřich Machač, František Pospíšil, Vladimír Kostka, Miroslav Dvořák, František Kaberle, Milan Kužela – Eduard Novák, Milan Nový, Josef Augusta – Marián Šťastný, Jiří Kochta, Jaroslav Pouzar – Vladimír Martinec, Jiří Novák, Bohuslav Šťastný – Jiří Holík, Bohuslav Ebermann, Ivan Hlinka.
 Finsko -  Švédsko 2:6 (0:2, 1:0, 1:4)
21. prosince 1974 - Helsinky 
 Finsko -  Československo 1:6 (1:0, 0:4, 0:2)
1. února 1975 - Turku 

Branky a nahrávky Finska: 1:26 Harri Linnonmaa (Henry Leppä).

Branky a nahrávky Československa: 22:40 Jaroslav Pouzar (Marián Šťastný), 29:06 Vladimír Martinec (Oldřich Machač), 36:07 Jiří Novák (Vladimír Martinec), 36:33 Marián Šťastný (Jaroslav Pouzar), 43:37 Ivan Hlinka (Jiří Holík), 49:01 Bohuslav Šťastný (Vladimír Martinec).

Rozhodčí: Franz Bader (FRG), Helmut Böhm (FRG)

Vyloučení: 1:4 (využití 0:0, v oslabení 0:1)
Finsko: Jorma Valtonen – Timo Nummelin, Timo Saari, Pekka Marjamäki, Seppo Lindström, Martin, Pekka Rautakallio – Lauri Mononen, Seppo Repo, Jorma Vehmanen – Juhani Tamminen, Matti Hagman, Esa Peltonen - Henry Leppä, Timo Sutinen, Harri Linnonmaa.
ČSSR: Jiří Holeček – Jiří Bubla, Karel Horáček, Oldřich Machač, František Pospíšil, Vladimír Kostka, Miroslav Dvořák – Bohuslav Ebermann, Ivan Hlinka, Jiří Holík – Vladimír Martinec, Jiří Novák, Bohuslav Šťastný – Marián Šťastný, Jiří Kochta, Jaroslav Pouzar.
 Finsko -  Československo 0:6 (0:2, 0:1, 0:3)
2. února 1975 - Tampere 

Branky a nahrávky Československa: 2:45 Marián Šťastný (Jiří Kochta), 7:18 Marián Šťastný (Jaroslav Pouzar), 34:24 Vladimír Martinec, 46:44 Milan Nový (Oldřich Machač), 47:53 Jiří Bubla (Jiří Kochta), 51:46 Jaroslav Pouzar.

Rozhodčí: Franz Bader (FRG), Helmut Böhm (FRG)

Vyloučení: 1:2 (využití 0:0)
Finsko: Antti Leppänen – Timo Nummelin, Timo Saari, Seppo Lindström, Pekka Rautakallio, Pekka Marjamäki, Tuomo Martin – Lauri Mononen, Seppo Repo, Jorma Vehmanen (Harri Linnonmaa) – Lasse Oksanen, Jorma Peltonen, Jukka Alkula – Juhani Tamminen, Matti Hagman (Timo Sutinen), Esa Peltonen (Henry Leppä).
ČSSR: Jiří Crha – Oldřich Machač, František Pospíšil, František Kaberle, Milan Kajkl, Jiří Bubla, Miroslav Dvořák – Eduard Novák, Milan Nový, Josef Augusta (41. Jiří Holík) – Vladimír Martinec, Jiří Novák, Bohuslav Šťastný – Marián Šťastný, Jiří Kochta, Jaroslav Pouzar.
 Finsko -  Československo 0:4 (0:2, 0:2, 0:0)
4. února 1975 - Helsinky 

Branky a nahrávky Československa: 1:40 Jiří Holík (Ivan Hlinka), 8:51 Ivan Hlinka (Jiří Holík), 24:00 Eduard Novák (Milan Nový), 31:16 Josef Augusta (Marián Šťastný).

Rozhodčí: Franz Bader (FRG), Helmut Böhm (FRG)

Vyloučení: 3:2 (využití 0:0) navíc Marjamäki na 10 min.
ČSSR: Jiří Holeček (31.Jiří Crha) – Oldřich Machač, František Pospíšil, František Kaberle, Milan Kajkl, Vladimír Kostka, Miroslav Dvořák – Eduard Novák, Milan Nový, Josef Augusta (41. Jiří Holík) – Bohuslav Ebermann (41. Vladimír Martinec), Ivan Hlinka, Jiří Holík (41. Bohuslav Šťastný) – Marián Šťastný, Jiří Kochta, Jaroslav Pouzar.
Finsko: Antti Leppänen – Timo Nummelin, Timo Saari, Pekka Rautakallio, Pekka Marjamäki, Seppo Lindström, Ari Kankaanperä – Lauri Mononen, Seppo Repo, Jorma Vehmanen – Henry Leppä, Timo Sutinen, Harri Linnonmaa – Lasse Oksanen, Jorma Peltonen, Jukka Alkula – Juhani Tamminen, Matti Hagman, Esa Peltonen.
 Švédsko -  Československo 0:6 (0:1, 0:2, 0:3)
25. února 1975 - Göteborg 

Branky a nahrávky Československa: 0:48 Bohuslav Ebermann (Jiří Holík), 28:44 Vladimír Martinec (Bohuslav Ebermann), 39:08 Jaroslav Pouzar, 47:59 Jiří Novák (Vladimír Martinec), 49:17 Marián Šťastný, 56:58 Jiří Novák (Vladimír Martinec).

Rozhodčí: Unto Wiitala (FIN), Harri Järvi (FIN)

Vyloučení: 2:1 (využití 1:0)
Švédsko: Willy Löfqvist – Karl-Johan Sundqvist, Stefan Persson, Stig Salming, Andersson, Jan-Olof Svensson, Stig Östling – Dan Söderström, Mats Åhlberg, Hans Jax – Stefan Karlsson, Per-Olov Brasar, Dan Labraaten – Willy Lindström, Ulf Weinstock, Mats Lindh.
ČSSR: Jiří Holeček – Milan Kajkl, Jiří Bubla, Oldřich Machač, František Pospíšil, František Kaberle, Miroslav Dvořák – Bohuslav Ebermann, Ivan Hlinka, Jiří Holík – Vladimír Martinec, Jiří Novák, Bohuslav Šťastný – Marián Šťastný, Jiří Kochta, Jaroslav Pouzar.
 Švédsko -  Československo 2:4 (1:2, 1:2, 0:0)
26. února 1975 - Göteborg 

Branky a nahrávky Švédska: 2:59 Mats Åhlberg (Dan Söderström), 26:14 Willy Lindström (Mats Lindh).

Branky a nahrávky Československa: 1:46 Bohuslav Ebermann, 8:57 Milan Nový (Josef Augusta), 20:15 Milan Nový (František Pospíšil), 24:37 Vladimír Martinec (Jiří Novák).

Rozhodčí: Unto Wiitala (FIN), Harri Järvi (FIN)

Vyloučení: 4:4 (využití 1:0) navíc Jiří Holík na 10 min.
ČSSR: Jiří Crha – Vladimír Kostka, Miroslav Dvořák, František Pospíšil, Oldřich Machač, František Kaberle, Milan Kajkl – Bohuslav Ebermann, Jiří Kochta, Jiří Holík – Eduard Novák, Milan Nový, Josef Augusta – Vladimír Martinec, Jiří Novák, Bohuslav Šťastný - Jaroslav Pouzar.
Švédsko: Leif Holmqvist – Karl-Johan Sundqvist, Kjell-Rune Milton, Jan-Olof Svensson, Stig Östling, Ulf Weinstock, Stig Salming – Dan Söderström, Mats Åhlberg, Dan Labraaten – Willy Lindström, Mats Lindh, Per-Olov Brasar – Finn Lundström, Ahman, Pettersson (21. Hans Jax).
 Švédsko -  Československo 3:1 (2:1, 1:0, 0:0)
28. února 1975 - Stockholm 

Branky a nahrávky Švédska: 13:26 Dan Labraaten (Dan Söderström), 17:53 Hans Jax (Håkan Pettersson), 38:31 Håkan Pettersson (Roland Bond).

Branky a nahrávky Československa: 19:33 Bohuslav Ebermann.

Rozhodčí: Unto Wiitala (FIN), Harri Järvi (FIN)

Vyloučení: 3:4 (využití 0:0)
Švédsko: Leif Holmqvist – Roland Bond, Kjell-Rune Milton, Karl-Johan Sundqvist, Stig Östling, Ulf Weinstock, Stig Salming, Stefan Persson – Willy Lindström, Per-Olov Brasar, Stefan Karlsson – Dan Söderström, Mats Åhlberg, Dan Labraaten – Finn Lundström, Hans Jax, Håkan Pettersson.
ČSSR: Jiří Crha – František Pospíšil, Oldřich Machač, Jiří Bubla, Milan Kajkl, František Kaberle, Miroslav Dvořák – Eduard Novák, Milan Nový, Václav Sýkora (21. Milan Nový, Ivan Hlinka, Bohuslav Eberman) – Vladimír Martinec, Ivan Hlinka, Bohuslav Ebermann (21. Vladimír Martinec, Jiří Novák, Bohuslav Šťastný) – Marián Šťastný, Jiří Kochta, Jaroslav Pouzar – Bohuslav Šťastný.
 Československo -  SSSR 6:1 (2:1, 2:0, 2:0)
18. března 1975 - Praha 

Branky Československa: 7:40 Milan Nový, 11:59 Bohuslav Šťastný, 21:32 Eduard Novák, 24:19 Bohuslav Ebermann, 53:33 František Kaberle, 57:36 Bohuslav Šťastný.

Branky SSSR: 19:58 Valerij Charlamov.

Rozhodčí: Ove Dahlberg (SWE), Raimo Seppanen (FIN)

Vyloučení: 11:11 (využití 2:1)
ČSSR: Jiří Holeček – Oldřich Machač, František Pospíšil, Jiří Bubla, Milan Kajkl, František Kaberle, Miroslav Dvořák – Eduard Novák, Milan Nový, Josef Augusta – Bohuslav Ebermann, Ivan Hlinka, Jiří Holík – Vladimír Martinec, Jiří Novák, Bohuslav Šťastný.
SSSR: Vladislav Treťjak – Valerij Vasiljev, Alexandr Gusev, Gennadij Cygankov, Jurij Ljapkin, Jurij Ťurin, Vladimir Lutčenko – Boris Michajlov, Vladimir Petrov, Valerij Charlamov – Vladimir Vikulov, Vladimir Šadrin, Alexandr Jakušev – Alexandr Malcev, Viktor Šalimov, Sergej Kapustin – Vjačeslav Anisin, Jurij Lebeděv.
 Československo -  SSSR 4:2 (0:1, 1:1, 3:0)
19. března 1975 - Praha 

Branky Československa: 32. Vladimír Martinec, 44. František Pospíšil, 46. Milan Nový, 48. Marián Šťastný.

Branky SSSR: 19. Alexandr Malcev, 27. Valerij Vasiljev.

Rozhodčí: Ove Dahlberg (SWE), Raimo Seppanen (FIN)

Vyloučení: 6:10 (využití 1:0) navíc Lebeděv na 10 min.
ČSSR: Jiří Crha (Jiří Holeček) – Oldřich Machač, František Pospíšil, Jiří Bubla, Milan Kajkl, Vladimír Kostka, Miroslav Dvořák – Eduard Novák, Milan Nový, Josef Augusta – Vladimír Martinec, Jiří Novák, Bohuslav Šťastný – Marián Šťastný, Jiří Kochta, Jaroslav Pouzar – Jiří Holík.
SSSR: Vladislav Treťjak – Valerij Vasiljev, Alexandr Gusev, Alexander Filippov, Jurij Ljapkin, Gennadij Cygankov, Vladimir Lutčenko – Boris Michajlov, Vladimir Petrov, Valerij Charlamov – Jurij Lebeděv, Vladimir Šadrin, Alexandr Jakušev – Vladimir Vikulov, Vjačeslav Anisin, Alexandr Malcev.
 Československo -  SSSR 9:3 (4:1, 3:1, 2:1)
21. března 1975 - Praha 

Branky Československa: 1:14 Bohuslav Ebermann, 3:17 Vladimír Martinec, 6:48 Jaroslav Pouzar, 8:46 Bohuslav Ebermann, 37:16 Eduard Novák, 38:07 Ivan Hlinka, 38:54 Bohuslav Ebermann, 49:56 Jiří Holík, 56:21 Jiří Bubla.

Branky SSSR: 17:42 Vladimir Petrov, 31:49 Jurij Ljapkin, 59:00 Vladimir Šadrin.

Rozhodčí: Wojciech Szczepek (POL), Raimo Seppanen (FIN)

Vyloučení: 4:8 (využití 4:0) navíc Alexandr Gusev na 10 min a Valerij Vasiljev na 5 min.
ČSSR: Jiří Holeček – Oldřich Machač, František Pospíšil, Jiří Bubla, Milan Kajkl, František Kaberle, Miroslav Dvořák – Eduard Novák, Milan Nový, Josef Augusta – Bohuslav Ebermann, Ivan Hlinka, Jiří Holík – Marián Šťastný, Jiří Kochta, Jaroslav Pouzar – Vladimír Martinec, Bohuslav Šťastný.
SSSR: Vladislav Treťjak (Viktor Krivolapov) – Valerij Vasiljev, Alexandr Gusev, Alexander Filippov, Jurij Ljapkin, Gennadij Cygankov, Vladimir Lutčenko, Jurij Ťurin – Boris Michajlov, Vladimir Petrov, Valerij Charlamov – Jurij Lebeděv, Vladimir Šadrin, Alexandr Jakušev – Vladimir Vikulov, Vjačeslav Anisin, Alexandr Malcev – Konstantin Klimov, Viktor Šalimov, Sergej Kapustin.
 Československo -  Finsko 2:1 (0:0, 2:0, 0:1)
24. března 1975 - Praha 

Branky Československa: 37. Vladimír Kostka, 39. Marián Šťastný.

Branky Finska: 50. Oiva Oijennus.

Rozhodčí: Viktor Dombrovskij (URS), Wojciech Szczepe (POL)

Vyloučení: 3:6 (využití 0:0) navíc Vladimír Martinec na 10 min.
ČSSR: Jiří Holeček – Jiří Bubla, Milan Kajkl, František Kaberle, Miroslav Dvořák, Vladimír Kostka, Ján Šterbák – Bohuslav Ebermann, Ivan Hlinka, Jiří Holík – Vladimír Martinec, Jiří Novák, Bohuslav Šťastný – Marián Šťastný, Jiří Kochta, Jaroslav Pouzar – Eduard Novák.
Finsko: Antti Leppänen – Pekka Marjamäki, Pekka Rautakallio, Seppo Lindström, Timo Nummelin, Seppo Saari, Reijo Laksola – Juhani Tamminen, Oiva Oijennus, Lasse Oksanen – Lauri Mononen, Seppo Repo, Jorma Vehmanen – Henry Leppä, Matti Murto, Harri Linnonmaa - Jorma Peltonen.
 Československo -  Finsko 5:0 (1:0, 3:0, 1:0)
25. března 1975 - Praha 

Branky a nahrávky Československa: 13:13 Milan Nový (Oldřich Machač), 27:53 Milan Nový (František Pospíšil), 35:26 Jiří Holík (Ivan Hlinka), 39:15 Oldřich Machač, 55:36 Marián Šťastný.

Rozhodčí: Viktor Dombrovskij (URS), Wojciech Szczepek (POL)

Vyloučení: 1:6 (využití 1:0) navíc Mononen na 10 min.
ČSSR: Jiří Crha – Oldřich Machač, František Pospíšil, Vladimír Kostka, Jiří Bubla, František Kaberle, Miroslav Dvořák – Eduard Novák, Milan Nový, Josef Augusta – Bohuslav Ebermann, Ivan Hlinka, Jiří Holík – Marián Šťastný, Jiří Kochta, Jaroslav Pouzar.
Finsko: Jorma Valtonen – Jouko Öystilä, Pekka Rautakallio, Timo Nummelin, Seppo Saari, Seppo Lindström, Reijo Laksola – Juhani Tamminen, Jorma Peltonen, Lasse Oksanen – Oiva Oijennus, Matti Murto, Jorma Vehmanen – Henry Leppä, Timo Sutinen, Harri Linnonmaa – Seppo Repo, Lauri Mononen.
 Švédsko -  SSSR 2:9 (1:4, 0:3, 1:2)
25. března 1975 - Stockholm 
 Švédsko -  SSSR 4:7 (3:2, 0:4, 1:1)
26. března 1975 - Stockholm 
 Československo -  Finsko 7:5 (3:2, 3:2, 1:1)
27. března 1975 - Praha 

Branky a nahrávky Československa: 3. Vincent Lukáč, 10. Václav Sýkora (František Černík), 15. Milan Chalupa (Pavel Richter), 21. Václav Sýkora (Miloš Tarant), 34. Václav Sýkora, 37. Jan Zajíček, 56. Pavel Richter (Václav Honc).

Branky a nahrávky Finska: 6. Juhani Tamminen (Matti Murto), 12. Lasse Oksanen (Jorma Peltonen), 35. Jorma Vehmanen, 40. Lauri Mononen (Seppo Saari), 42. Juhani Tamminen (Lasse Oksanen).

Rozhodčí: Viktor Dombrovskij (URS), Wojciech Szczepek (POL)

Vyloučení: 5:4 (využití 3:1)
ČSSR: Miroslav Krása (43. Jiří Králík) – Vladimír Kostka, Milan Chalupa, Petr Adamík, Jan Zajíček, Vladimír Šandrik, Ján Šterbák – Vincent Lukáč, Václav Honc, Pavel Richter – František Černík, Václav Sýkora, Miloš Tarant – Tomáš Dolák, Libor Havlíček, Pavel Beránek.
Finsko: Antti Leppänen – Martin, Pekka Rautakallio, Timo Nummelin, Seppo Saari, Seppo Lindström, Reijo Laksola – Lauri Mononen, Seppo Repo, Jorma Vehmanen - Juhani Tamminen, Matti Murto, Lasse Oksanen – Henry Leppä, Oiva Oijennus, Harri Linnonmaa – Jorma Peltonen.
 Švédsko -  SSSR 3:3 (1:1, 2:1, 0:1)
28. března 1975 - Göteborg 

## Kanadské bodování
| Poř. | Kanadské bodování | Branky | Přihrávky | Body |
| ---- | ----------------- | ------ | --------- | ---- |
| 1.   | Milan Nový        | 14     | 10        | 24   |